# شامبری
شامبری (به فرانسوی: Chambéry)شهری در شهرستان سووآ (Savoie) در ناحیه رون-آلپ (Rhône-Alpes) با جمعیت ۵۷٬۵۴۳ نفر در شرق کشور فرانسه واقع شده‌است.